# 趙信城
趙信城，古城名，藏有大量的匈奴粟粮，建于公元前123年后，為西漢時期，前將軍趙信投降匈奴後所建築。据《史记·卫青传》，公元前119年的漠北之战时，伊稚斜单于采用赵信之计，将辎重远置在北方，积蓄了大量粟粮在赵信城，作为供应前线作战，因汉军比匈奴骑兵多，会战未结束伊稚斜单于与数百骑兵向西北驰去，其粟仓为卫青所获，剩余的粟粮则被烧毁。故址约在今蒙古國杭愛山南麓，史料中没有记载该城的规模和构造。